# 黃石公眾碼頭

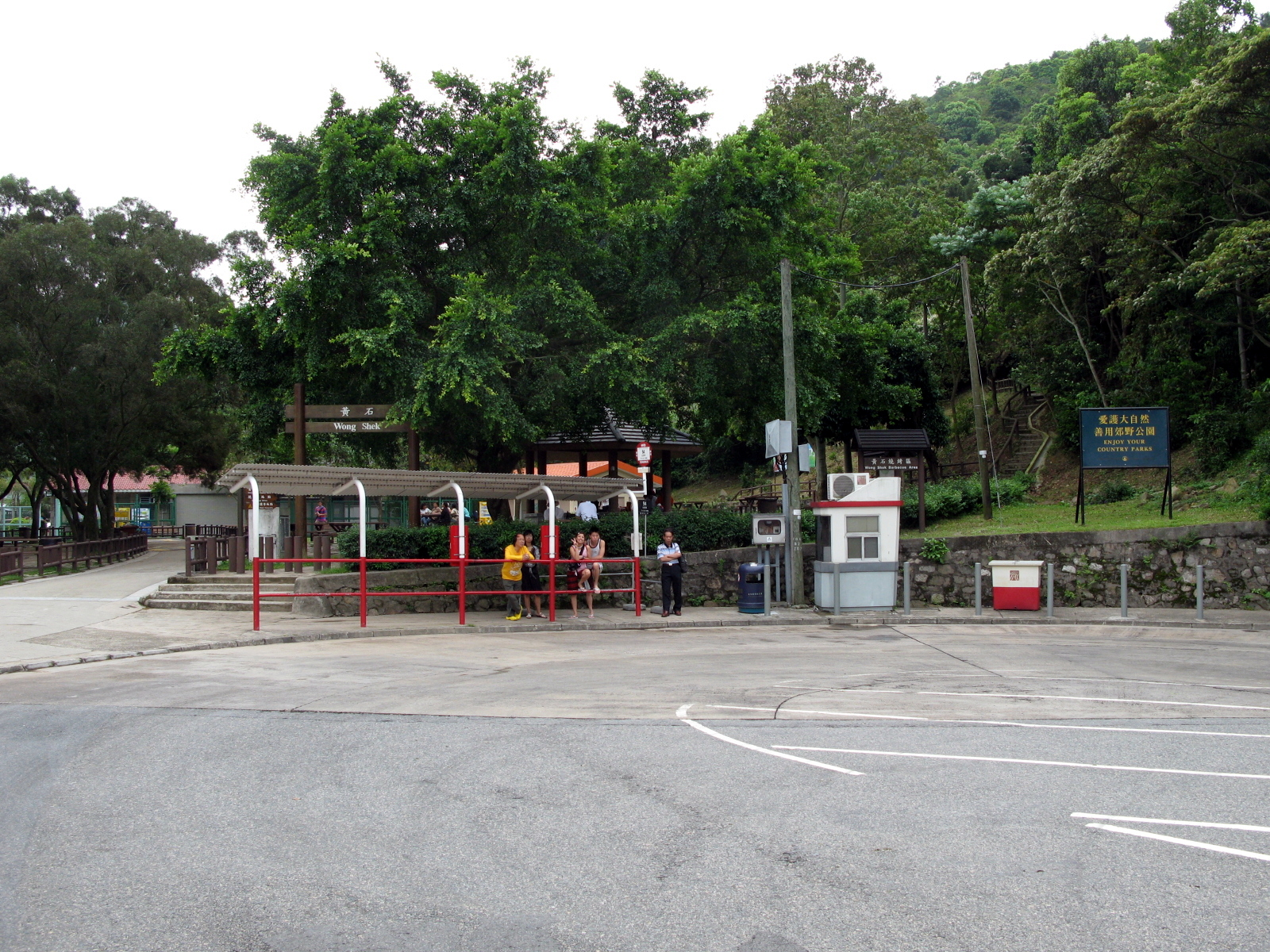
黃石公眾碼頭附近設有黃石碼頭巴士總站

黃石公眾碼頭（英語：Wong Shek Public Pier），又稱黃石碼頭，是香港一個公眾碼頭，位於新界大埔區西貢北的黃麻地（黃石），面向高塘口。黃石碼頭有定期街渡來往大埔區內偏僻島嶼和沒有車路連接的地方，例如塔門、荔枝莊和灣仔南營地。由於附近居民甚少，黃石碼頭平日只有九龍巴士94線來往西貢市中心（往來九龍市區必須轉乘其他公共交通服務）。但假期郊遊的人增多，於鑽石山站巴士總站有96R線及沙田市中心巴士總站有289R線直達此處。
由於來往塔門等地的街渡班次相當疏落，當黃石碼頭沒有街渡停靠時，有大量快艇艇家在本碼頭接載民眾到塔門及高流灣等地遊覽（尤以假日為甚）。該碼頭原初更設有街渡航線來往灣仔南風灣以及赤徑，但已於2024年10月19日起停辦，最後服務日期為10月13日。

## 歷史
黃石公眾碼頭建於1960年代，以預應力混凝土結構建造，主要接駁街渡至大埔馬料水，因此行政上一直劃入大埔區。
由於碼頭地處偏僻，政府甚少派員進行維修保養。至2000年代土木工程拓展署進行勘察，發現結構問題嚴重。為公眾安全起見，土木工程拓展署於2004年11月重建黃石碼頭，並且在新碼頭建造上蓋及安裝照明設備，工程於2006年12月完成。

## 區議會議席分佈
由於周遭人口稀少，現時遊客往往視黃石碼頭為乘搭街渡前往荔枝莊、塔門、赤徑等地的中途站，所以往往跟這些鄉村(包括海下)範圍劃為同一個選區。
| 年度/範圍        | 2000-2003  | 2004-2007  | 2008-2011  | 2012-2015  | 2016-2019  | 2020-2023  |
| ---------------- | ---------- | ---------- | ---------- | ---------- | ---------- | ---------- |
| 整個黃石碼頭周遭 | 西貢北選區 | 西貢北選區 | 西貢北選區 | 西貢北選區 | 西貢北選區 | 西貢北選區 |

## 註腳
1. ↑  . 文匯網. 2007-04-20  [2023-05-27]. （原始内容存档于2023-05-27）.
2. ↑  . 文匯報. 2024-10-06.
3. ↑  . 香港01. 2024-10-06.
4. ↑  . 點新聞. 2024-10-06.
5. ↑   (PDF). 香港特別行政區政府憲報. 1月21日  [2010-01-27]. （原始内容存档 (PDF)于2017-01-31）.
6. ↑  . 土木工程拓展署. 1月27日. []